# 陳固
陳固（1893年—1989年），生于彰化縣花壇鄉金墩村，臺灣中醫師、政治人物，曾至廈門留學，學習中醫。返回臺灣後經營「錦順」、「裕順」、「永順」等多間中醫診所，並擔任臺中市議員。與覃勤、陳恭炎同為中國醫藥學院創辦人。臺灣現代中醫公會與醫政制度奠基人之一。